# El Recuenco
El Recuenco é um município da Espanha na província de Guadalajara, comunidade autónoma de Castilla-La Mancha, de área 75,18 km² com população de 84 habitantes (2006) e densidade populacional de 1,23 hab/km².

## Demografia
| Variação demográfica do município entre 1991 e 2004 | Variação demográfica do município entre 1991 e 2004 | Variação demográfica do município entre 1991 e 2004 | Variação demográfica do município entre 1991 e 2004 |
| --------------------------------------------------- | --------------------------------------------------- | --------------------------------------------------- | --------------------------------------------------- |
| 1991                                                | 1996                                                | 2001                                                | 2004                                                |
| 134                                                 | 101                                                 | 103                                                 | 92                                                  |